# Jacy Reese Anthis
Jacy Reese Anthis (n. 16 de diciembre de 1992), que ha escrito bajo el nombre de Jacy Reese, es un escritor estadounidense y cofundador del Sentience Institute con Kelly Witwicki. Anteriormente trabajó como investigador principal en Sentience Politics, y antes en Animal Charity Evaluators como presidente de la junta directiva, y luego como investigador a tiempo completo.
Las investigaciones de Anthis se centran en el altruismo eficaz, el antiespecismo y la agricultura vegetal y celular. Fue reconocido como uno de los "Humanos del Año" de Vice en diciembre de 2017, junto con Witwicki. Su libro, El fin de la cría de animales (2018), defiende que la ganadería acabará en 2100.

## Educación
Anthis asistió a la Universidad de Texas en Austin, donde se graduó con una licenciatura en Ciencias y Artes en neurociencia en 2015. En 2020, se matriculó en el programa de doctorado en Sociología de la Universidad de Chicago.

## Carrera
Antes de terminar su licenciatura, Anthis trabajó en la Junta Directiva de Animal Charity Evaluators; se unió a ellos como investigador a tiempo completo después de graduarse. Animal Charity Evaluators (ACE, antes llamada Effective Animal Activism) es una organización dentro del movimiento del altruismo eficaz que evalúa y compara diversas organizaciones benéficas relacionadas con los animales en función de su rentabilidad y transparencia, en particular las que se ocupan de la cría intensiva de animales. Mientras estaba en ACE, Anthis publicó un artículo que abordaba la cuestión del sufrimiento de los animales salvajes, argumentando que los humanos deberían actuar en nombre de los animales salvajes para aliviar su sufrimiento si se puede hacer de forma segura y efectiva. Su artículo de 2015 en Vox sobre el tema fue criticado por escritores que argumentaban que la humanidad no debería intervenir o que debería centrarse en ayudar a los animales domésticos.

### El fin de la cría de animales
En El fin de la cría de animales, Anthis "esboza una hoja de ruta basada en la evidencia hacia un sistema alimentario humano, ético y eficiente en el que los mataderos queden obsoletos". Anthis escribió este libro desde la perspectiva del altruismo eficaz porque ya hay muchos contenidos que explican los problemas de la agricultura animal, pero percibió la necesidad de un libro que guiara al "movimiento de los animales de granja" hacia su objetivo a largo plazo. Casi al final del libro, Anthis concluye que "si tuviera que especular, diría que en 2100 todas las formas de cría de animales parecerán anticuadas y bárbaras".